# 10 Rillington Place
10 Rillington Place é um filme policial dramático britânico de 1971 dirigido por Richard Fleischer, com Richard Attenborough, John Hurt, Judy Geeson e Pat Heywood no elenco principal. O filme foi adaptado por Clive Exton a partir do livro Ten Rillington Place, de Ludovic Kennedy (que também atuou como consultor técnico na produção).
O filme dramatiza o caso do serial killer britânico John Christie, que cometeu vários crimes na casa londrina à qual o título do filme se refere, e ao erro da justiça envolvendo seu vizinho, Timothy Evans. Hurt recebeu uma indicação para o Prêmio BAFTA como Melhor Ator Coadjuvante por seu papel como Evans.

## Enredo
No início do filme, em 1944, John Christie assassina sua vizinha, Muriel Eady. Ao atraí-la ao seu apartamento com o pretexto de curar sua bronquite com uma "mistura especial", ele a incapacita com um gás, estrangula-a com uma corda e, aparentemente, faz sexo com seu cadáver. Ele a enterra em seu jardim, onde um cachorro descobre uma de suas vítimas anteriores.
Em 1949, Timothy e Beryl Evans se mudam para 10 Rillington Place com Geraldine, sua pequena filha. Beryl está grávida de novo e tenta causar um aborto tomando algumas pílulas. Ela informa seu marido sobre isso e os dois discutem, mas Christie os interrompe. Pouco depois, Christie se oferece para ajudar Beryl a acabar com sua gravidez. Certo dia, ele finge ler um livro sobre medicina numa tentativa de convencer Tim de sua experiência no ramo. Como Tim era analfabeto, ele não se dá conta de que Christie o estava enganando. Assim, os Evans acabam concordando em deixar Christie realizar o aborto.
Christie entrega algumas papeladas a Ethel, sua esposa, a fim de ocupá-la com alguma coisa. Ele pega suas ferramentas assassinas, faz uma xícara de chá e sobe as escadas às pressas para se encontrar com Beryl. Ele é interrompido por um grupo de construtores, que estava lá para renovar a parte externa do edifício. Ele deixa os construtores entrar e, ao ver que estavam bem ocupados, prepara outra xícara de chá e volta a subir as escadas. Beryl reage violentamente ao gás; Christie soca o rosto dela para nocauteá-la. Em seguida, ele a estrangula e a agride sexualmente.
Quando Tim retorna, Christie lhe conta que Beryl morreu devido a complicações do aborto. Tim decide chamar a polícia, mas Christie o convence de que ele seria visto como cúmplice perante o ato. Christie sugere que Tim deixe a cidade naquela noite, enquanto ele se livra do corpo de Beryl. Ele também promete que colocará o bebê sob os cuidados de um casal estéril de East Acton. Tim concorda relutantemente e vai embora no meio da noite. Mais tarde, Christie estrangula Geraldine com uma gravata.

## Produção
O filme foi adaptado por Clive Exton a partir do livro Ten Rillington Place, de Ludovic Kennedy. O filme segue o argumento de Kennedy de que Evans era inocente dos crimes. A maior parte do desenvolvimento do roteiro, da narração e dos personagens foi elaborada na década de 1960.